# Patrick Villars
Patrick Villars (21 de maio de 1984) é um futebolista profissional ganês que atua como Zagueiro.

## Carreira
Patrick Villars representou a Seleção Ganesa de Futebol nas Olimpíadas de 2004.